# Anàlisi de camins (estadística)
En estadística, l'anàlisi de camins (path analysis en anglès) s'utilitza per descriure les relacions i dependències entre un conjunt de variables. Combina una proposta teòrica de com es relacionen un conjunt de variables, i la comprovació empírica mitjançant regressions múltiples, habitualment.

## Història
L'anàlisi del camí va ser desenvolupada al voltant del 1918 pel genetista Sewall Wright, i va desenvolupar-lo als anys vint. Des d'aleshores s'ha aplicat a una àmplia gamma d'àrees de modelatge complexes, com ara biologia, psicologia, sociologia i econometria.

## Metodologia
A més de pensar-se com una forma de regressió múltiple centrada en la causalitat, l'anàlisi del camí es pot considerar com un cas especial de modelització d'equacions estructurals (SEM). Altres termes utilitzats per referir-se a l'anàlisi de camins inclouen modelatge causal, anàlisi d'estructures de covariància i models de variables latents. Judea Pearl considera que l'anàlisi de camins és un avantpassat directe de les tècniques d'inferència causal. Inclou models equivalents a l'anàlisi de regressió múltiple, anàlisi de factors, anàlisi de correlació canònica, anàlisi discriminant, així com famílies de models més generals en l'anàlisi multivariant d'anàlisis de variància i covariància (MANOVA, ANOVA, ANCOVA).

## Modelització de camins
Els models de camins es componen de variables independents i dependents, habitualment representades gràficament per rectangles, units entre elles per fletxes. Les variables que en el model són (només) variables independents, s'anomenen "exògenes". Gràficament, aquestes variables exògenes es troben a les vores exteriors del model i només tenen fletxes eixint d'elles. Les variables que només són variables dependents, o que són variables dependents d'unes i independents d'altres, s'anomenen "endògenes". Gràficament, les variables endògenes tenen almenys una fletxa entrant que les apunta.
Al model següent, les dues variables exògenes (Ex1 i Ex2) es modelen com a correlacionades amb la fletxa de doble capçal. Ambdues variables tenen efectes directes i indirectes (a través d'En1) sobre En2 (les dues variables / factors dependents o "endògens"). En la majoria de models del món real, les variables endògenes també es poden veure afectades per variables i factors derivats de fora del model (efectes externs incloent error de mesurament). Aquests efectes es mostren amb els termes de "e" o d'error del model.
Utilitzant les mateixes variables, es poden concebre models alternatius. Per exemple, es pot hipotetitzar que Ex1 només té un efecte indirecte sobre En2, suprimint la fletxa d'Ex1 a En2; i es pot comparar estadísticament la probabilitat o l'adequació d'aquests dos models.

## Regles per a traçar camins
Per tal de calcular la relació entre les dues caselles del diagrama, Wright (1934) va proposar un conjunt senzill de regles. La correlació és igual a la suma de la contribució de totes les vies a través de les quals es connecten les dues variables. La força de cadascun d'aquests camins que es contribueixen es calcula com el producte dels coeficients de camins al llarg d'aquesta via.
Les regles per al traçat de camins són:
- En dues variables, mai es pot traçar una fletxa cap endavant i després cap enrere.
- En una cadena de camins no es pot passar per cada variable només que una vegada.
- No es pot incloure més d'una fletxa bidireccional a cada cadena de camins.

Per tant, les regles de Wright assumeixen un model sense bucles de retroalimentació: el gràfic dirigit del model no ha de contenir cicles, és a dir, és un gràfic acíclic dirigit, que ha estat estudiat extensament en el marc d'anàlisi causal de Judea Pearl.